# Inno al Nilo

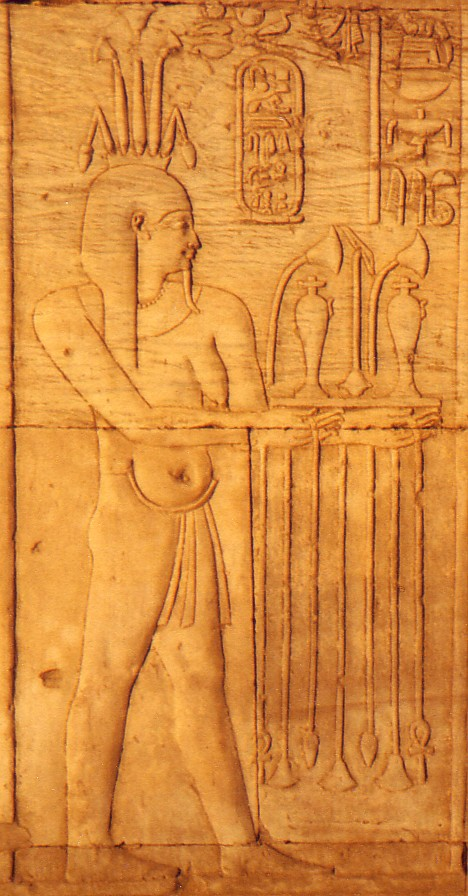
Hapy raffigurato nel Tempio di Kôm Ombo

L'Inno al Nilo, o Inno ad Hapy, è un inno composto dagli antichi egizi per venerare il fiume Nilo (Hapy), poiché, per loro, l'Egitto era il "Dono del Nilo"; lo stesso Erodoto chiamava l'Egitto in tale modo, perché da esso gli egizi traevano le risorse per continuare a vivere. I popoli che si erano stabiliti vicino alle rive del Nilo, infatti, condividevano la stessa lingua e adoravano divinità simili.

## Descrizione
Gli antichi egizi veneravano il fiume come una divinità (Hapy) con beni e offerte. Nell'inno, il fiume è descritto con qualità umane, tuttavia, esso possedeva caratteristiche divine e che "le offerte sono fatte per te [il Nilo, ndr], gli uomini sono immolati per te, vengono istituite grandi feste per te: gli uccelli sono sacrificati per te, le gazzelle sono prese per te sulla montagna, le fiamme pure sono preparate per te". Inoltre, esso ricoprì un ruolo importante per il raccolto, infatti, se i livelli dell'acqua fossero stati troppo alti, il loro rifugio sarebbe stato spazzato via; se, viceversa, non fosse stato abbastanza alto avrebbe portato carestie e disgrazie. Il fiume Nilo ha fatto sì che gli egizi diventassero una civiltà attiva e florida, e in segno di gratitudine essi recitavano un inno a esso, per esempio: "Rende l'umanità valorosa, arricchendone alcuni, concedendo il suo amore agli altri" e "Si stanchi l'acqua da tutti gli occhi e vigila sull'aumento delle sue buone cose"
Il Nilo, inoltre, garantì al popolo egiziano anche terra feconda, a causa delle regolari inondazioni.

## Testo
(Edda Bresciani, Letteratura e poesia dell’Antico Egitto, Einaudi, Torino 1969, pagg. 209-211)